# منشأة المناسترلي
قرية منشأة المناسترلى هي إحدى القرى التابعة لمركز أبو كبير في محافظة الشرقية في جمهورية مصر العربية. حسب إحصاءات سنة 2006، بلغ إجمالي السكان في منشأة المناسترلي 4380 نسمة، منهم 2320 رجل و2060 امرأة.